# 魔法少女猫たると
『魔法少女猫たると』（まじかるにゃんにゃんたると）は、介錯による日本の漫画作品。『ウルトラジャンプ』（集英社）にて2001年5月号から2003年6月号まで連載された。単行本は全3巻。
2001年にテレビアニメ化された。

## 概要
擬人化された猫であるたるとを中心にその家族や猫仲間とのほのぼのとした心温まる日常を描く、ちょっと不思議な童話のような独特の雰囲気を持った作品である。
アニメ版では、猫たちに伝わる「キンカの姫猫伝説」――異世界ガナーシュにある魔法使い猫「キンカ族」の王都が化法使い猫「ビョウ族」に襲撃された際、産まれて間もない姫だけが臣下の手によって救い出されたが、その後の行方は誰も知らない――の真実に迫る。たるとの周辺の日常を重点的に描いていた漫画版と比べ、登場人物がかなり多い。漫画版でちょい役だったキャラクターが準レギュラーで登場していたりもする。

## 登場キャラクター
主要なキャラクターの名前（地名なども同様）はお菓子に、敵役の名前は人工甘味料にちなんで付けられている。声優はアニメ版のもの。
たると
声 - 望月久代
由来：タルト
魔法の修業に励む純真無垢な仔猫。語尾に「にゃーの」を付けて喋る。飼い主の庵が大好きで、お姫様になって庵と別れるか、姫を諦めて庵と一緒になるか、真剣に悩んだりする。
漫画版：「本当はお姫様」と自称しているが、その真偽は不明。
アニメ版：「キンカの姫猫伝説」を知った時、ノーコンながら魔法が使える自分のことをその姫だと思い込んだ。
シャルロッテ
声 - 倉田雅世
由来：シャルロット
たるとの遊び仲間。血統書付きでありながらも誇り高い野良のペルシャ猫。保健所らしき所で捕まっていた事があるため、閉じ込められる事に強く反発する。
漫画版：シャルロッテという名前はちとせが付けたもの。
アニメ版：「キンカの姫猫伝説」はただのおとぎ話だと思っている。
ちとせ
声 - 山本麻里安
由来：千歳飴
たるとの遊び仲間。いつも和服のジャパニーズ・ボブテイル。しっぽマニアで、特にたるとのしっぽをふにふにすることに無上の喜びを感じる。
アニメ版：「こがねや」という駄菓子屋で飼われている。「キンカの姫猫伝説」は、信じてはいないものの大切な神話として尊重している。実は強肩の持ち主。
かきえもん
声 - 亀井芳子
由来：柿ピー
アニメ版のみの登場人物（漫画版では小話に1カットだけ描かれている）。モモンガの少年。通称かきピー。空腹で力が出ず墜落しそうになったところをたるとの魔法で助けられたため、丘科町で唯一たるとがキンカ姫だと信じている。
最中庵（もなか いおり）
声 - 高橋広樹
由来：最中
たるとの飼い主。とにかくマイペースで、どんな時でもたるとには甘い。
漫画版：ブラマンジュの事が好きだったらしく、今の家へ引っ越す際に貰ったたるとを大切にしている。が、決してブラマンジュの代わりというだけではないようだ。
アニメ版：大学生（休学中）。マイペースすぎて猫の言葉はおろか人間の言葉すら通じているか怪しく思える事がある。お菓子作りに情熱のすべてを注ぎ込んでおり、日々新作を考えている。杏子に一目惚れしたため、お菓子作りに「杏子さんに喜んでもらう」という新たな目的ができた。
最中きな子（もなか きなこ）
声 - 鶴野恭子
由来：きな粉
庵の歳の近い姪（庵の姉の子）。よくたるとにいたずらして遊ぶため、たるとから見ると「凶暴」。庵にブラコン気味の感情を抱いている。

アニメ版：マイペースすぎる庵の実質的な保護者。杏子に夢中になっている庵を目の辺りにして嫉妬する様子を見せたが、次第にブラコン自体落ち着いていった。
道明寺杏子（どうみょうじ あんずこ）
声 - 岡村明美
由来：道明寺粉、アンズ
猫マニアの少女。大きなお屋敷に住んでいるお嬢様。たるとを一目見て気に入り、捕まえようと連日捕猫網を持って追い回している。
漫画版：飼っている猫は6匹登場。庵のお菓子を、たるとを捕まえるための餌に使った。
アニメ版：飼っている猫は14匹登場。母を早くに亡くし、父も仕事のため不在がちで、そんな杏子を見かねた祖母が猫をプレゼントしてくれたのが、猫マニアと化すきっかけだった。庵の好意には気付いていないが、プレゼントされたお菓子はお気に入り。
岡木月平（おかき げっぺい）
声 - 阪口大助
由来：おかき、月餅
きな子の喧嘩友達。
アニメ版：ガレットの飼い主。町外れの幽霊屋敷「糟寺館」（由来：カステラ）をいつか探検しようと計画している。
ガレット
声 - 石田彰
由来：ガレット
スーツと帽子とサングラスがトレードマークのハードボイルド猫。
アニメ版：月平に飼われている。あまり感情や内心を表に出さない。
シフォン
声 - 久川綾
由来：シフォンケーキ
学者の櫻持教授（由来：桜餅）に飼われている猫。博識で、よくたるとたちの相談相手になっている。自分で出歩く事は滅多にない。
漫画版：一般的な知識だけでなく、魔法・魔法猫についても何か知っているような言動がある。
アニメ版：櫻持教授や洛雁からは「しほ」と呼ばれている。「キンカの姫猫伝説」は、きちんと論理的に考えた上で信憑性は薄いとしている。
洛雁（らくがん）
声 - 矢尾一樹
由来：落雁
神社の軒下に住み着いている老猫。自称大魔法使いで、たるとの魔法の師匠になる。ただし本当は魔法を使えず、手品程度の化法が使えるだけ。
アニメ版：法螺吹きなだけでなく臆病で、いざという時に役に立たない厄介者。
ウィロー
声 - 岡村明美
由来：ういろう
強大な魔力の持ち主が近くにいるのを察知し、部下のポテチとナチョスに捜索を命じた謎の人（猫?）。漫画版とアニメ版とで最も設定が異なる人物。
漫画版：実はブラマンジュと同一人物。
アニメ版：糟寺館に住む老婆。
ポテチ
声 - 久川綾
由来：ポテチ
ウィローに従う化法使いの猫。ナチョスから「姐御」と呼ばれている。
アニメ版：きらきらした物を集めるのが趣味。糟寺館周辺の森に化法を使い、人を近付けないようにしている。森は子供達から「呪いの森」と呼ばれるようになったが、却って注目を集めてしまった。シフォン曰く「あれは『呪い』というより『トロい』コンビの悪戯」。
ナチョス
声 - 水橋かおり
由来：ナチョス
ウィローに従う化法使いの猫。たるとに一目惚れする少年。ポテチと一緒に悪党を気取っているが、たると達が困っていると知恵を出してあげたり、基本的に人（猫）が良い優しい性格。
トルテ
声 - なし
由来：トルテ
かつて丘科町の猫の中でも敬われる存在だったらしい、気品のある猫。ちとせから「様」付けで呼ばれていた。
漫画版：保健所（?）から逃げ出したシャルロッテが丘科町にやってきた時、表向き流れ者は受け入れられないとしたが、ちとせが面倒を見るのを黙認した。
アニメ版：たるとがやって来る前、丘科町の猫たちの女王だった。病気持ちの流れ猫と戦い追い出したが、その際病に感染してしまい、一人空き地に籠り最期を迎えた。その空き地は猫たちの聖地のようになっている（その事を知ったたるとは、きな子と月平が空き地を秘密基地にしようとするのを阻止しようとする）。回想シーンのみの登場のため、キャストがない。
ブラマンジュ
声 - なし
由来：ブラン・マンジェ
漫画版のみの登場人物。たるとの前の飼い主で、当時庵が好きだった女性。庵が今の家へ引越しする時、別れ際にたるとを渡した。魔法使いのような風体・行動をしており、またなぜか人間と猫の両方と話ができる。
安部川ムース（あべかわ ムース）
声 - 家中宏
由来：安倍川もち、ムース
アニメ版のみの登場人物。近所の家で飼われているおっさん猫。寡黙であり、また滅多に家から出ない。仔猫の頃、一時期きな子の祖母に飼われていた。
安藤ナツ（あんどう ナツ）
声 - 永島由子
由来：あんドーナツ
アニメ版のみの登場人物。廃墟となった塩豆銀座マーケットを抜けた先にある塩豆ヶ浜（由来：塩豆）で海の家を営んでいる女性。名物はかき氷。人間なのになぜか猫と話ができる。
サブレ
声 - くじら
由来：サブレー
アニメ版のみの登場人物。荒礼山から不思議な場所に迷い込んだたるととガレットが出会った老婆。二人を元の山道へ導き、また道中チクロたちに襲われた時身体を張って助けてくれるなど、妙なほど親身に尽くしてくれた。たるとから「さびればっちゃん」と呼ばれる。
カスター、ドップ、リーン
声 - 木村雅史（カスターのみ）
由来：三人合わせてカスタードプリン
アニメ版のみの登場人物。サブレの部下で、たるととガレットを助けるのに尽力した。
ヌガー
声 - 西前忠久
由来：ヌガー
アニメ版のみの登場人物。イリオモテヤマネコの老猫。少年の頃、故郷の島で出会った学者のジェリービーンズ氏（由来：ゼリービーンズ）とその飼い猫のキャンディ（由来：キャンディ）に会うため、はるばる海の向こうの国・アメリンゴ（由来：りんご飴）を目指して旅を続け、丘科町までやって来た。
チクロ
声 - 青山桐子
由来：チクロ
アニメ版のみの登場人物。サブレと敵対する怪しい猫。サブレがたるととガレットを逃がそうとした事を不審に思い、たるとたちも捕らえようと襲いかかって来た。
アスパ、ルテーム
声 - 栗山浩一（アスバ）、清水敏孝（ルテーム）
由来：二人合わせてアスパルテーム
アニメ版のみの登場人物。チクロの部下。
もう一人のたると
声 - 望月久代
たるとと同じ姿をした仔猫。
漫画版：たるとがマタタビを齧ってしまった時、夢の中でたるとに語り掛けて正気を取り戻させた。また、木のうろに転がり落ちた（木の幹にぶつかった?）時、失われた国ガナーシュの幻影の中でブラマンジュとともにたるとを現実に帰らせた。幻なのか本当に存在するのか、はっきりしていない。
アニメ版：魔法の事や将来の事でたるとが悩むと、背後に現れて助言をする。たるとはまったく気にする事がなく、目を向ける事もなく、独り言と変わらない口調で受け答えする。

## テレビアニメ
WOWOWで2001年7月5日から9月27日まで放送された。全12話。

### スタッフ
- 監督 - 須永司
- シリーズ構成 - 植田浩二、高寺彰彦
- キャラクターデザイン・総作画監督 - 数井浩子
- 美術監督 - 渋谷幸弘
- 色彩設計 - 谷本千絵
- 撮影監督 - 坂本竜馬
- 編集 - 瀬山武司
- 音響監督 - 亀山俊樹
- 音楽 - 七瀬光
- プロデューサー - 杉田敦、横山真二郎
- アニメーションプロデューサー - 白井勝也
- アニメーション制作 - TNK・マッドハウス
- 製作 - バンダイビジュアル、電通

### 主題歌
オープニングテーマ「今日の花」
作詞 - 谷口正明 / 作曲・編曲・歌 - 伊藤真澄
エンディングテーマ「ハナウタノハレルヤ!」
作詞 - 谷口正明 / 作曲・編曲 - 伊藤真澄 / 歌 - まじかるにゃんにゃん（望月久代・倉田雅世・山本麻里安）

### 各話リスト
| 話数       | サブタイトル      | 脚本         | 絵コンテ | 演出           | 作画監督          | 放送日        |
| ---------- | ----------------- | ------------ | -------- | -------------- | ----------------- | ------------- |
| にゃーの1  | はじまり はじまり | 植田浩二     | 須永司   | はしもとなおと | 数井浩子          | 2001年 7月5日 |
| にゃーの2  | さいた さいた     | 高寺彰彦     | 西村純二 | イシダヒロシ   | 坂井久美子        | 7月12日       |
| にゃーの3  | むかし むかし     | 高寺彰彦     | 須永司   | 青木新一郎     | 寺沢伸介 桑原周枝 | 7月19日       |
| にゃーの4  | のこった のこった | 植田浩二     | 須永司   | 奥村吉昭       | 権允姫            | 7月26日       |
| にゃーの5  | ぺら ぺら         | 高寺彰彦     | 西村純二 | はしもとなおと | 田中雄一 内納健治 | 8月2日        |
| にゃーの6  | ちかちか きらきら | 冨岡淳広     | 須永司   | 土屋浩幸       | 坂井久太          | 8月9日        |
| にゃーの7  | ちりん ちりん     | 植田浩二     | 須永司   | 上野史博       | 河村明夫          | 8月23日       |
| にゃーの8  | ないしょ ないしょ | 高寺彰彦     | 西村純二 | 境橋渡         | 野武洋行 相坂直紀 | 8月30日       |
| にゃーの9  | てく てく         | ときたひろこ | 西村純二 | 小川浩司       | 関口雅浩 黄英植   | 9月6日        |
| にゃーの10 | はら はら         | 高寺彰彦     | 須永司   | 青木新一郎     | 寺沢伸介          | 9月13日       |
| にゃーの11 | どき どき         | 高寺彰彦     | 須永司   | はしもとなおと | 山沢実 内納健治   | 9月20日       |
| にゃーの12 | めでたし めでたし | 高寺彰彦     | 須永司   | 土屋浩幸       | 数井浩子          | 9月27日       |

にゃーの12はWOWOW放送版とDVD版とでエンディングが異なる。

## 関連商品

### コミックス
1. 2001年12月15日初版発行 ISBN 4-08-876251-7
2. 2002年6月24日初版発行 ISBN 4-08-876317-3
3. 2003年7月18日初版発行 ISBN 4-08-876483-8

### アニメDVD
1. 2001年12月21日発売、BCBA-1000
2. 2002年1月25日発売、BCBA-1001
3. 2002年2月25日発売、BCBA-1002
4. 2002年3月25日発売、BCBA-1003
5. 2002年4月25日発売、BCBA-1004
6. 2002年5月25日発売、BCBA-1005

### CD
- オープニングテーマ「今日の花」（2001年8月1日、LACM-4024）
- エンディングテーマ「ハナウタノハレルヤ!」（2001年8月29日、LACM-4026）
- オリジナルサウンドトラック（2001年9月29日、LACA-5065）
- ドラマアルバム「月光夜宴 ムーンライト・パーティ」（2001年11月29日、LACA-5073）
- ボーカルアルバム「お歌のじかん」（2002年1月26日、LACA-5090）